# Курилич Михайло Васильович

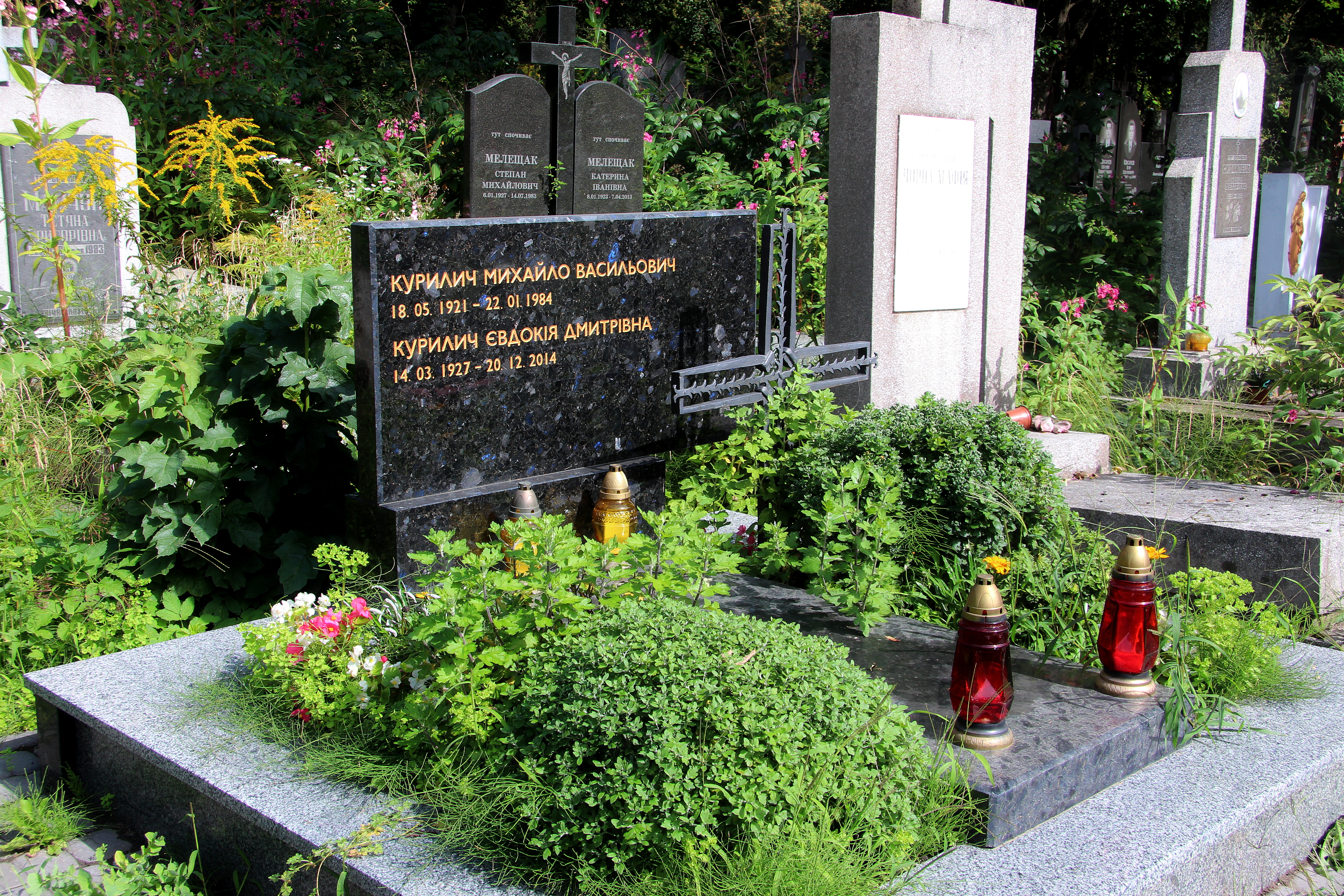

Курилич Михайло Васильович (нар. 18 травня 1921, с.Заболотів Снятинського району Івано-Франківської області — пом. 22 січня 1984, Львів) — український графік, монументаліст, дизайнер, дослідник гуцульської творчості, викладач.

## Освіта та кар'єра
У 1938 році закінчив Коломийську художню школу. У 1953 — Львівський інститут прикладного та декоративного мистецтва.
З 1938 по 1949 — працював у Коломийському міському театрі; з 1953 — у Львівському інституті прикладного та декоративного мистецтва — деканом, викладачем кафедри проєктування інтер'єру і меблів.
З 1957 року — співпрацював із львівським видавництвом «Каменяр». Починаючи з 1960 років, є постійним учасником обласних, республіканських та всесоюзних художніх виставок.
Основна техніка, в якій працював художник — лінорит. Він виробив власну манеру декорування синтезованого зображення для станкових графічних композицій, із залученням орнаментів та мотивів традиційного гуцульського різьблення.
Є автором дослідження «Народні традиції сьогодні» (Львів, 1963), «Гуцульський орнамент» (упорядкований авторською групою у 2001 році). Окремі роботи зберігаються у музеях Львова — Національному музеї, галереї мистецтв, Літературно-меморіальному музеї І. Франка, Національному художньому музеї України,  художніх музеях Донецька та Харкова.
Помер у Львові, похований на 26 полі Сихівського цвинтаря.

## Творчий доробок
Оформлення книг — «Прут несе кригу» (1958) та «На краю ночі» (1960) Р. Іваничука, «Під мурами Львова» (1959), «Не пощербились мечі» (1962), «Полковник Семен Височан» (1968), «Над Кодаком» (1970) Т. Микитина, «Ратоборці» О. Югова (1961), «Кобзар» Т. Шевченка (1964), «Зільник» В. Шашкевича, «Довбуш» Г. Хоткевича, «Упирі» Ю. Опільського (усі — 1965), «Олюнька» А. Чайковського (1966), «Опришки. Кармелюк» В. Ґжицького (1971), «Під синіми горами» Д. Бандрівського (1977; усі — Львів); екслібриси — І. Боднара (1962), Я. Нановського, М. Яціва, К. Звіринського, І. Драча (усі — 1963), А. Кос-Анатольського (1965), В. Вітрука (1969), А. Бокотея, Є. Мінаєва (обидва — 1970), І. Сварника (1973), К. Шумського (1975); станкова графіка — «Олень» (1963), «Цвіт папороті», «Калина» (обидва — 1965), «Гомін Верховини» (1968), «Космос» (1969), «Колискова» (1970), «Кармалюк» (1971), «Визволення», «Лісова пісня» (обидва — 1979); шаржі — на К. Звіринського, Я. Запаска, В. Овсійчука, Д. Крвавича, Я. Ульгурського, Є. Дзиндри, В. Якуніна; «Танець опришків» (1964), «Музика» (1965), «Білочка» (1967), «Юність Карпат» (1970); оформлення інтер'єрів — Музею історії релігії та атеїзму (1969, співавт.), Літературно-меморіального музею І. Франка (1970), кафе «Казка» (1975), бару «Театральний» (1980, співавт.); розписи — фойє кінотеатру ім. М. Коперника (1980), будинку міськради (усі — у Львові).

## Пам'ять
У 1987 році у Львові була проведена виставка робіт Михайла Курилича — посмертна. Також посмертне видання праць Курилича упорядкувала його донька, історик Леся Довга. Воно містить текстові й ілюстративні матеріали до незавершеної монографії про витоки та генезу гуцульського геометричного орнаменту, його семантику і трансформацію, що відбулася у XX столітті. Згідно з авторським задумом, дослідження мало поєднувати в собі наукову розвідку, словник, каталог орнаментальних мотивів, зрештою, посібник для студентів і народних майстрів. Михайло Курилич устиг опрацювати тільки короткий історико-методологічний вступ і два найважливіші розділи праці: графічний альбом мотивів гуцульського орнаменту та словник народних термінів, зібравши велику кількість орнаментальних елементів, їхні назви та значення. Ці матеріали й публікуються в анотованій книжці, разом із біографічним нарисом Лесі Довгої, повним каталогом і репродукціями мистецьких робіт Курилича (зокрема книжкової графіки, екслібрисів, пластики, інтер'єрів, розписів тощо), переліками книг, що їх оформив художник, виставок, у яких він брав участь, музеїв, де зберігаються його твори, а також бібліографією присвячених йому публікацій.